# Retractación de artículos científicos

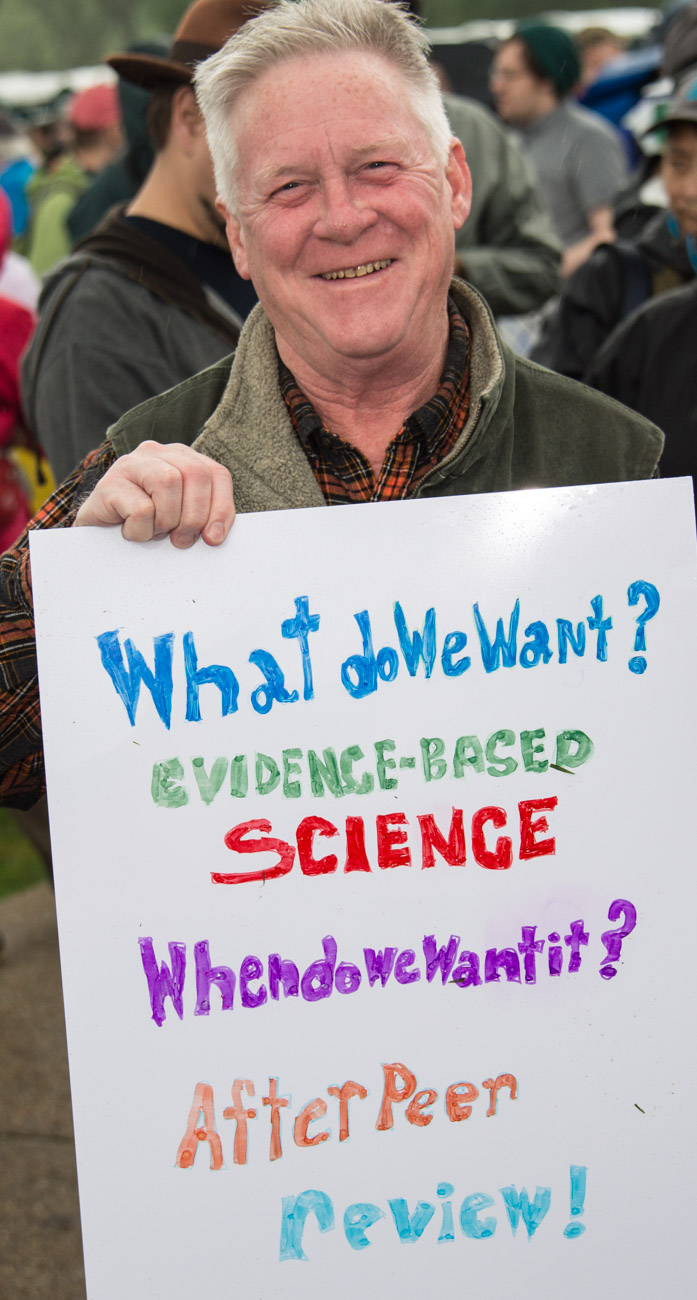
«—¿Qué queremos?
—Ciencia fundamentada en evidencias
—¿Cuándo la queremos?
—¡Después de la revisión por pares!»

Ocurre una retractación de artículos científicos cuando lo expresado por los autores de un estudio o artículo no cumple con los estándares requeridos para ser aceptados por los miembros de la comunidad científica, sean estos parte o no del área estudiada. En la mayoría de los casos, las retractaciones suceden cuando el artículo ya ha sido publicado o impreso en una revista científica. Lo ideal es que un artículo o estudio defectuoso sea parado con el primer filtro importante: la revisión por pares. Solo en algunos pocos casos, las retractaciones se hacen por petición de los autores mismos aún y cuando el artículo pasó por la revisión por pares, lo cual es crítico dado que es en este punto donde se detectan errores involuntarios o premeditados.

## Importancia biomédica
Aunque la mala conducta científica puede darse en todos los campos del saber humano, es en el área biomédica donde puede darse el mayor peligro ya que lo mostrado en un artículo con datos equivocados o fabricados tiene implicaciones en el área de la salud humana o animal. Un estudio con datos fabricados fue lo que originó la nueva ola del movimiento antivacunacionista cuyos miembros aseguran que las vacunas causan autismo. Aunque The Lancet, la revista donde se publicó originalmente el estudio, lo retractó y a su autor principal, el exmédico Andrew Wakefield, se le retiró la licencia, el daño ya estaba hecho.
Un cálculo estimado de 18 encuestas mostró que el 2 % de los científicos admitió haber fabricado, falsificado o modificado datos o resultados al menos una vez en su carrera. Retraction Watch, un sitio web dedicado a publicar los casos de retractaciones, publicó que solo en 2017 hubo más de 1000 artículos retirados, más del 50 % de la cantidad del año anterior.
Los escándalos recientes como las líneas falsas de células madre de Hwang Woo-Suk o los gráficos duplicados de Jan Hendrik Schön mostraron cuán fácil puede ser para un científico publicar datos fabricados en las revistas más prestigiosas, y cómo esto puede causar un desperdicio de recursos financieros y humanos y, lo que es peor, podría representar un riesgo para la salud humana. ¿Cuán frecuentes son los fraudes científicos? La pregunta es crucial, sin embargo, la respuesta es una cuestión de gran debate.
Los hallazgos de un artículo de 2009 sugirieron que al menos el 50 % de los informes de investigación eran lo suficientemente pobres o incompletos como para hacerlos inutilizables, lo que representaba un desperdicio de decenas de miles de millones de dólares.

## Razones para la retractación
Al igual que en el campo jurídico donde una retractación consiste en el cambio parcial o total que hace una persona sobre la versión de los hechos que manifestó en una declaración previa, la retractación de un artículo en ciencias es una medida tomada por revistas científicas especializadas o los mismos autores donde hay evidencia de mala conducta o error honesto de investigación, redundancia, plagio o investigación no ética. Sin embargo, es probable que, como se mencionó antes, si en promedio el 2 % de los científicos admite haber falsificado una investigación al menos una vez y hasta el 34 % admite otras prácticas de investigación cuestionables, las frecuencias reales de la mala conducta científica podrían ser más altas que esto. Las principales razones para la retractación de un artículo generalmente pueden agruparse en dos categorías: 
1. Errores científicos, que incluye errores en el muestreo, procedimientos o análisis de datos y omisión accidental de información
2. Mala conducta científica, lo que constituye un verdadero fraude.

En lo que a violación de la ética se refiere, se pueden considerar los siguientes puntos:
- Plagio. Puede verse como el robo de ideas, métodos, resultados o palabras de otra persona sin dar la debida atribución. El plagio generalmente implica el uso de escritos que pertenecen a otros. El término puede aplicarse a la copia de parte de un estudio publicado previamente por un científico sin la cita correspondiente. Tal autoplagio no es tolerable en la escritura académica porque se supone que los autores deben mencionar trabajos previos estrechamente relacionados y de manera apropiada. El trabajo ya publicado por un autor se convierte en una propiedad de la literatura médica científica en el sentido real y no puede ser duplicado.[7]
- Falsificación o fabricación de datos. Es colocar datos a sabiendas de que son erróneos. Es conocido el caso de Dong-Pyou Han, que falsificó datos en los ensayos de vacunas contra el VIH. Este caso es dramático porque afectó a muchas personas, desperdició millones de dólares, envió a los investigadores hacia caminos de estudios mal dirigidos, y manchó la reputación de la Universidad Estatal de Iowa, donde era investigador, y la de sus colegas. Han terminó en prisión y recibió una multa de 7.2 millones de dólares.[8]
- Redundancia (duplicado). Una publicación duplicada puede deberse a un error del editor o a una mala conducta de los autores.[9]
- Sacar conclusiones descabelladas. Aquí se incluyen artículos sin datos concretos y que provocan el llamado evento de los datos irreproducibles. Dos ejemplos muy conocidos de artículos retractados debido a que o no se pudieron replicar los resultados o la conclusión no es científica son el de Andrew Wakefield mencionado antes y otro en que los autores afirmaban poder predecir la mortalidad de una persona basándose en características faciales.[10] En este caso, fue la comunidad científica quien, al advertir la pseudociencia detrás del estudio, y a que en sus conclusiones se afirmaba que «el estudio respalda la hipótesis de que las fotografías faciales contienen información aún no identificada que predice la mortalidad». Por esta razón, los editores de la web Frontiers in Human Neuroscience emitieron una declaración de retractación.[11] El caso de Jacques Benveniste en cuyo artículo de 1988[12] decía haber descubierto que algunos compuestos que eran detectados por los anticuerpos aun eran reconocidos inclusive si eran disueltos en agua muchas veces, tuvo que ser retractado debido a que los hallazgos parecían apoyar el concepto de la homeopatía y la memoria del agua.[13] Otro equipo de investigadores, empleando el mismo laboratorio, instrumental y métodos, no pudieron replicar los resultados. Nature, la revista científica, tuvo que emitir un comunicado aunque el artículo no fue retractado y que Benveniste no pudo tampoco replicar sus propios resultados.[14]

## Otro tipo de retractaciones no debidas a violaciones éticas
- Presiones externas/ajenas. Aunque menos comunes, también existen retractaciones en las que entidades ajenas al área académica exigen una abjuración de algún escrito científico legítimo. Un ejemplo es el infame caso del académico historiador Kume Kunitake (1839-1931) quien en un artículo en la revista Shigaku zasshi, afirmó que el shintō es una anticuada forma de adoración celestial.[15] En este caso particular, tanto el artículo como su autor fueron atacados, pero no por el mundo académico (que no lo apoyó), sino por los medios conservadores y religiosos. Posteriormente, el profesor de la Universidad Imperial de Tokio se vio obligado a renunciar a su puesto.[16][17]
- El autor hace la retractación. Hay contadas ocasiones cuando es el mismo autor del trabajo quien hace la retractación. Uno de los casos más célebres es el del Dr. Homer Jacobson, quien escribió un artículo que publicó en 1955[18] y lo retractó debido a que grupos creacionistas lo referenciaban porque asumían falsamente que el texto apoyaba sus puntos de vista.[19]

## Estado actual
Incluso cuando hay buenos procesos de revisión y publicación, se detectarán problemas y errores después de la publicación de los artículos. Las cartas al editor, las respuestas rápidas y las retractaciones sirven como revisión postpublicación, pero no son utilizadas en la cantidad que se debería o son mal administradas. Esto último provoca que existan vínculos o referenciaciones erróneas; por ejemplo, muchos artículos retractados continúan citándose incluso meses después de la retractación. Es por esta razón que se están haciendo esfuerzos posteriores a la publicación para detectar y corregir los reportes de algunas publicaciones.
No se puede soslayar el hecho de que existen autores que hacen una declaración formal de retractación del trabajo que publican en revistas biomédicas. Las principales razones para la retractación son errores de varios tipos (como problemas con los métodos empleados o la contaminación de las muestras y fraude detectado.